# Krzysztof Łabuzek
Krzysztof Łabuzek (ur. 1973) – polski lekarz, profesor nauk medycznych, naukowo specjalizuje się w farmakologii klinicznej, diabetologii i endokrynologii.

## Życiorys
W 1999 ukończył studia medyczne w Śląskiej Akademii Medycznej w Katowicach, gdzie na Wydziale Lekarskim w Katowicach na podstawie rozprawy napisanej pod kierunkiem Jana Alojzego Kowalskiego pt. Wpływ neuroleptyków na wydzielanie interleukiny-1 beta oraz interleukiny-2 z hodowanych in vitro komórek gleju kory mózgowej szczura uzyskał w 2002 stopień doktora nauk medycznych w dyscyplinie medycyna specjalność farmakologia. Tam też (już w ramach Śląskiego Uniwersytetu Medycznego) na podstawie dorobku naukowego oraz rozprawy pt. Wpływ metforminy na aktywność zapalną i fagocytarną mikrogleju szczurzego hodowanego in vitro oceniany w aspekcie aktywacji i hamowania kinazy AMP-zależnej otrzymał w 2011 stopień doktora habilitowanego nauk medycznych w dyscyplinie medycyna w specjalności farmakologia. 23 września 2017 prezydent RP nadał mu tytuł naukowy profesora nauk medycznych
Został nauczycielem akademickim Katedry Farmakologii Wydziału Lekarskiego w Katowicach Śląskiej Akademii Medycznej, przekształconej później w Śląski Uniwersytet Medyczny.
Od 2016 do 2020 roku współprowadził z Ewą Drzyzgą popularnonaukowy program medyczny 36,6, emitowany przez TVN.